# Mycoproteïne
Een mycoproteïne (of schimmeleiwit) is een proteïne afkomstig van schimmels, gisten of zwammen, met andere woorden een mycoproteïne is een proteïne van mycologische oorsprong.
Schimmels worden vaak geconsumeerd omwille van hun hoge voedingswaarde. Deze organismen produceren dikwijls vrij grote hoeveelheden eiwitten of proteïnen, zelfs wanneer ze op vrij arme substraten (die normaal gezien afval zijn) groeien. De mogelijkheden van schimmels als voedingsbron worden nog niet ten volle benut, omwille van de productie van grote hoeveelheden nucleïnezuren die gezondheidsproblemen kunnen veroorzaken bij te hoge dosissen. Bovendien bevatten gisten lage concentraties van sommige essentiële aminozuren.
Soorten waarvan het vruchtlichaam vaak geconsumeerd wordt zijn:
- Agaricus bisporis: de gewone champignon, groeiend op paardenmest
- Ustilago maydis of cuitalacoche, groeiend op maïskolven

Mycoproteïnen worden ook gegeten via:
- quorn
- tofoe